# Gavin Jones
Gavin Ragnar Brynmor Jones, född 5 oktober 1982, är en svensk låtskrivare och musikproducent.

## Låtar

### Melodifestivalen
- 2015 – I'll Be Fine (tillsammans med Molly Pettersson Hammar, Tim Larsson, Tobias Lundgren och Lisa Desmond).
- 2025 – Yours (tillsammans med Tilda Feuk, Jonas Hermansson och Pär Westerlund).

## Diskografi

### Singlar
- 2021 – Falsity (Gavin Jones).